# Elezioni parlamentari a Cuba del 2003
Le elezioni parlamentari a Cuba del 2003 si tennero il 19 gennaio.

## Sistema elettorale
A Cuba le elezioni avvengono in forma plebiscitaria: non c'è una scelta tra avversari, ma una lista di candidati eletti in precedenza che dev'essere approvata o rifiutata. La metà dei candidati viene nominata negli incontri pubblici prima delle elezioni, mentre l'altra metà è nominata dalle organizzazioni ufficiali di massa, come i sindacati, le organizzazioni dei contadini e le unioni studentesche.
Secondo il governo, le elezioni rappresentano una dimostrazione di supporto popolare, mentre gli oppositori sono soliti attribuire il risultato più alla paura o all'apatia da parte di chi non supporta il governo. Essi sostengono che il risultato potrebbe indicare una programmazione elettorale (nelle circoscrizioni note per avere un'alta proporzione di votanti più inclini ad esprimere insoddisfazione attraverso le schede bianche o nulle, i candidati presentati tendono ad essere fugure locali rispettate non associate direttamente al governo), mancanza di supervisione del conteggio dei voti o l'ostacolo della propaganda. Secondo loro, il sistema di selezione dei candidati esclude qualunque voce davvero indipendente. In realtà, la libertà di stampa è garantita dall'articolo 53 della Costituzione cubana, che riconosce la libertà di stampa e di parola se "conforme ai fini della società socialista", ed afferma che la proprietà dei media di informazione (stampa, radio, televisione e ogni altro mezzo d'informazione di massa) può essere statale o sociale; in nessun caso un media può essere di proprietà privata per "assicurarne l'uso ad esclusivo servizio del popolo lavoratore e dell'interesse della società tutta". Attualmente, a Cuba esistono 23 periodici, 31 riviste, 24 emittenti radiofoniche, 4 emittenti televisive e tre agenzie di stampa, e sono presenti in Internet un centinaio di blog di giornalisti cubani, anche se, prima del 2009, l'accesso ad Internet era limitato, e giornalisti indipendenti e comuni cittadini che volevano avere un blog trovavano parecchie difficoltà ad accedere alla rete..
Queste limitazioni, però, sono dovute al fatto che a Cuba è interdetto, per via dell'embargo imposto dagli Stati Uniti, l'allaccio alle dorsali internet via cavo. L'unico accesso alla rete mondiale avviene attraverso costose e lente connessioni satellitari. Come ha duchiarato Fidel Castro in un'intervista, l'impossibilità a connettersi a internet è fisica e non politica. Gli Stati Uniti - per via dell'embargo commerciale in vigore - non consentono a Cuba di collegarsi ai cavi sottomarini in fibra ottica che passano vicini all'isola e Cuba dispone pertanto di un'unica banda di accesso a Internet. Questo ne limita di fatto la fruibilità per i 10 milioni di abitanti dell'isola. Per questa ragione, viene data priorità di accesso a chi - secondo il governo - ne avrebbe maggiore necessità. Per esempio: medici, accademici, giornalisti, professionisti, quadri del governo e club di Internet di uso sociale. Castro diceva, inoltre, di essere appassionato delle nuove tecnologie e in particolare di Internet ed era particolarmente affascinato dal sito  Wikileaks. Dichiarò quindi "Internet ha messo nelle nostre mani la possibilità di comunicare con il mondo" e "ci troviamo davanti a un giornalismo investigativo ad alta tecnologia".
Nella corsa per le elezioni, il Presidente degli Stati Uniti d'America George Bush descrisse il processo come "una frode ed una finzione", aggiungendo "Se il governo di Cuba intraprende tutti i passaggi necessari per assicurare che le elezioni del 2003 siano libere e regolari, e se Cuba inizia ad adottare riforme di mercato, allora, e solo allora, lavorerò col Congresso degli Stati Uniti d'America per alleggerire l'embargo sul commercio e sugli spostamenti". Bush, infatti, includeva Cuba nell'Asse del male.

## Risultati
| Opzione                   | Voti      | %     | Seggi |
| ------------------------- | --------- | ----- | ----- |
| Lista completa            | 7.128.860 | 91,35 | 608   |
| Voto selettivo            | 675.038   | 8,65  | 608   |
| Schede bianche/nulle      | 243.390   |       |       |
| Totale                    | 7.803.898 | 100   | 608   |
| Voti registrati/affluenza | 8.117.151 | 96,14 |       |

- Fonte: Granma

Media del tasso di approvazione dei candidati
| Risultati   | Risultati | Risultati   |
| Sì o no     | Voti      | Percentuale |
| ----------- | --------- | ----------- |
| Sì          |           | 94,83%      |
| No          |           | 5,17%       |
| Voti totali |           | 100,0%      |

Fidel Castro
Presidente del Consiglio di Stato di Cuba, Presidente del Consiglio dei Ministri di Cuba e Primo Segretario del Partito Comunista di Cuba
| Risultati   | Risultati | Risultati   |
| Sì o no     | Voti      | Percentuale |
| ----------- | --------- | ----------- |
| Sì          |           | 99,01%      |
| No          |           | 0,99%       |
| Voti totali |           | 100,0%      |

Raúl Castro
Primo Vicepresidente del Consiglio di Stato di Cuba, Primo Vicepresidente del Consiglio dei Ministri di Cuba, Secondo Segretario del Partito Comunista di Cuba, ministro responsabile delle Forze armate rivoluzionarie cubane
| Risultati   | Risultati | Risultati   |
| Sì o no     | Voti      | Percentuale |
| ----------- | --------- | ----------- |
| Sì          |           | 99,75%      |
| No          |           | 0,25%       |
| Voti totali |           | 100,0%      |

Juan Miguel González
Padre di Elián González
| Risultati   | Risultati | Risultati   |
| Sì o no     | Voti      | Percentuale |
| ----------- | --------- | ----------- |
| Sì          |           | 93,34%      |
| No          |           | 6,66%       |
| Voti totali |           | 100,0%      |

José Rubiera
Meteorologo a capo del sistema di difesa dagli uragani di Cuba
| Risultati   | Risultati | Risultati   |
| Sì o no     | Voti      | Percentuale |
| ----------- | --------- | ----------- |
| Sì          |           | 96,71%      |
| No          |           | 3,29%       |
| Voti totali |           | 100,0%      |

Silvio Rodríguez Domínguez
Famoso cantante e poeta
| Risultati   | Risultati | Risultati   |
| Sì o no     | Voti      | Percentuale |
| ----------- | --------- | ----------- |
| Sì          |           | 94,71%      |
| No          |           | 5,29%       |
| Voti totali |           | 100,0%      |

Eva Esther Ribalta Castillo
La candidata col tasso di approvazione più basso
| Risultati   | Risultati | Risultati   |
| Sì o no     | Voti      | Percentuale |
| ----------- | --------- | ----------- |
| Sì          |           | 85,15%      |
| No          |           | 14,85%      |
| Voti totali |           | 100,0%      |